# Клочков, Игорь Евгеньевич
Игорь Евгеньевич Клочков (род. 30 июля 1939 года, Ростов-на-Дону РСФСР, СССР) — советский и российский профсоюзный и политический деятель, депутат Государственной Думы ФС РФ первого созыва (1993—1995)

## Биография
В 1961 году получил высшее образование в Одесском инженерно-строительном институте. Заочно окончил Высшую партийную школу при ЦК КПСС.
С 1961 по 1968 год работал в тресте «Мосэлектротягстрой» мастером строительно-монтажного поезда N181. В 1963 году был избран вторым секретарём, в 1965 году — первым секретарём Наро-Фоминского городского комитета ВЛКСМ Московской области. С 1968 года работал в тресте «Гидромонтаж» министерства среднего машиностроения старшим инженером, с 1969 года — секретарь партийного комитета КПСС треста. С 1970 по 1975 год работал в Наро-Фоминском городском Совета народных депутатов председателем исполкома.
С 1975 по 1977 год работал в Наро-Фоминском городском комитете КПСС первым секретарём. С 1977 по 1986 год был секретарём Московского областного комитета КПСС. С 1986 по 1989 год был секретарём, заместителем председателя Всесоюзного Центрального Совета Профессиональных Союзов. В 1986 году был избран секретарем (ВЦСПС), а в 1989 году — заместителем Председателя ВЦСПС. С 1991 по 1993 год был председателем Федерации независимых профсоюзов России, был председателем Профбанка
В 1993 году был избран депутатом Государственной думы Федерального Собрания Российской Федерации первого созыва. В Государственной думе был заместителем председателя Комитета по информационной политике и связи, входил во фракцию Аграрной партии России.

## Награды
- Орденом Дружбы народов[2]
- Два ордена Знак почета[2]